# Jerry Gil
Jerry Bienvenido Gil Manzanillo (nacido el 14 de octubre de 1982 en San Pedro de Macorís) es un lanzador dominicano de Grandes Ligas que se encuentra en la organización de los Azulejos de Toronto. Gil hizo su debut en Grandes Ligas en 2004 con los Diamondbacks de Arizona.
Gil jugó casi exclusivamente en el campocorto en las ligas menores hasta el año 2006 cuando se convirtió en un utility player sobre todo jugando en los jardines. El 13 de octubre de 2006, Gil fue cambiado desde los Diamondbacks a los Rojos de Cincinnati por Abe Woody. Se perdió todo el 2007, después de tener una cirugía de reemplazo para un ligamento del codo. En 2008, después de batear por debajo de la línea de Mendoza, tanto en Triple-A como en Doble-A, Gil se convirtió en lanzador. Tiene un brazo de lanzamiento fuerte y puede lanzar su recta a 95 millas por hora.
En noviembre de 2011, Gil firmó un contrato de ligas menores con los Azulejos de Toronto.